# 캉갈
캉갈(튀르키예어: Kangal)은 터키의 국견이자 고유 품종으로, 맹수에게서 가축 무리를 보호하기 위하여 개량된 목양견이다. 아나톨리안 셰퍼드 도그라고도 한다. 300kg 이상의 치악력을 자랑하는데 이는 사자와 맞먹을 정도다. 신장 80~100cm의 대형견(평균 체고는 70~80cm, 체중은 40~65kg 정도)이다. 모색은 옅은 크림색에서 희끗희끗한 회색까지 다양하며, 얼굴 부위에 멜라닌 색소가 밀집되어 검게 보이는 것이 특징이다.
본래 가축을 노리는 늑대를 비롯한 맹수들을 쫓기 위해 목양견으로 길러졌으며 일부는 나미비아·케냐·탄자니아에 도입되어 치타에게서 가축무리를 지키는 목양견 노릇을 한다. 더불어 보호종인 치타 역시 농부나 목축업자에 의한 사살을 면하게 되는 효과를 얻게 되었다.